# Государственная премия Российской Федерации
Госуда́рственная пре́мия Росси́йской Федера́ции — премия, присуждаемая с 1992 года Президентом Российской Федерации за вклад в развитие науки и техники, литературы и искусства, за выдающиеся производственные результаты.
Лицам, удостоенным Государственных премий в области науки и технологий, Государственных премий в области литературы и искусства, Государственных премий за выдающиеся достижения в области гуманитарной деятельности присваиваются почётные звания соответственно «Лауреат Государственной премии Российской Федерации в области науки и технологий», «Лауреат Государственной премии Российской Федерации в области литературы и искусства» и «Лауреат Государственной премии Российской Федерации за выдающиеся достижения в области гуманитарной деятельности», вручаются денежное вознаграждение, диплом, почётный знак лауреата Государственной премии и удостоверение к нему. В дополнение к почётному знаку лауреата выдаётся фрачный знак лауреата Государственной премии Российской Федерации.
Государственные премии вручаются Президентом Российской Федерации в торжественной обстановке. По сложившейся традиции церемония проходит 12 июня — в День России. 

## История

### 1992—2003
С целью стимулирования на государственном уровне достижений научно-технического прогресса распоряжением Президента РФ № 282-рп от 5 июня 1992 года были учреждены на 1992 год 18, а с 1993 года — 20 ежегодных Государственных премий Российской Федерации в области науки и техники размером 100 тысяч рублей каждая в пределах бюджетных ассигнований, выделяемых на проведение научно-исследовательских и опытно-конструкторских работ.
Этим же постановлением был утверждён состав Комитета по Государственным премиям Российской Федерации в области науки и техники при Правительстве РФ под председательством президента РАН Ю. С. Осипова в количестве 16 членов президиума и 51 члена Комитета, а также Положения о Государственных премиях Российской Федерации в области науки и техники и о Комитете по Государственным премиям.
Комитет осуществлял отбор и рассмотрение работ, поступающих на соискание премий. Решения Комитета о присуждении Государственных премий утверждались указами Президента Российской Федерации.
Лауреатам премии вручалась нагрудная медаль по образцу прежней медали лауреата Государственной премии СССР, муаровая лента на планке медали имела окраску российского триколора.
| - Нагрудный знак Лауреата Госпремии РФ в области науки и техники (1992-2003) - Оборотная сторона нагрудного знака Лауреата Госпремии РФ в области науки и техники (1992-2003) - Нагрудный знак Лауреата Госпремии РФ в области литературы и искусства |

### Состав Комитета

#### Президиум
1. Осипов Юрий Сергеевич — Президент РАН, академик, Председатель Комитета
2. Андреев Александр Федорович — вице-президент РАН, академик, заместитель Председателя Комитета
3. Коптюг Валентин Афанасьевич — вице-президент РАН, председатель Сибирского отделения РАН, академик, заместитель Председателя Комитета
4. Журавлёв Владимир Григорьевич — учёный секретарь Комитета, заместитель Председателя Комитета
5. Буслаев Юрий Александрович — академик-секретарь отделения физико-химии и технологии неорганических материалов РАН, академик
6. Гончар Андрей Александрович — вице-президент РАН, академик
7. Емельянов Станислав Васильевич — академик-секретарь отделения информатики, вычислительной техники и автоматизации РАН, генеральный директор международного научно-исследовательского института проблем управления, академик
8. Иноземцев Владимир Григорьевич — ректор Московского института инженеров железнодорожного транспорта, член-корреспондент РАН
9. Ковальченко Иван Дмитриевич — академик-секретарь Отделения истории РАН, академик
10. Жариков Вилен Андреевич — академик-секретарь Отделения геологии, геофизики, геохимии и горных наук РАН
11. Маслов Виктор Павлович — заведующий кафедрой Московского института электронного машиностроения, академик
12. Месяц Геннадий Андреевич — вице-президент РАН, председатель президиума Уральского отделения РАН, академик,
13. Романенко Геннадий Алексеевич — Президент Российской академии сельскохозяйственных наук, академик Российской академии сельскохозяйственных наук,
14. Савельев Виктор Сергеевич — заведующий кафедрой Российского государственного медицинского университета, главный хирург Министерства здравоохранения РФ, академик РАМН
15. Селезнев Игорь Сергеевич — генеральный конструктор МКБ «Радуга», вице-президент РСПП
16. Складнев Николай Николаевич — директор Центрального научно-исследовательского и проектно-экспериментального института проблем строительных конструкций и сооружений имени В. А. Кучеренко, член-корреспондент РАН
17. Шорин Владимир Павлович — Председатель Комитета ВС РФ по науке и народному образованию, академик.

#### Члены
1. Балдин, Александр Михайлович — директор Лаборатории высоких энергий ОИЯИ, академик
2. Барсуков, Валерий Леонидович — директор Института геохимии и аналитической химии имени В. И. Вернадского РАН, академик
3. Белецкая, Ирина Петровна — заведующая лабораторией химического факультета МГУ имени М. В. Ломоносова, член-корреспондент РАН
4. Большаков Владимир Николаевич — директор Института экологии растений и животных Уральского отделения РАН, академик
5. Бородин Иван Фёдорович — ректор Института инженеров сельскохозяйственного производства имени В. П. Горячкина, академик Российской академии сельскохозяйственных наук
6. Боярчук Александр Алексеевич — директор Института астрономии РАН, президент международного астрономического союза, академик
7. Васильев Юрий Сергеевич — ректор Санкт-Петербургского государственного технического университета, член-корреспондент РАН
8. Велихов Евгений Павлович — вице-президент РАН, академик
9. Гапонов-Грехов Андрей Викторович — директор Института прикладной физики РАН, академик
10. Голицын Георгий Сергеевич — директор Института физики атмосферы РАН, академик
11. Голубков Аркадий Семёнович — первый заместитель Министра связи РФ — председатель Комитета информатизации при Министерстве связи РФ
12. Гольданский Виталий Иосифович — директор ИХФ имени Н. Н. Семенова РАН, академик
13. Гранберг Александр Григорьевич — советник Президента РФ, академик
14. Григорян Самвел Самвелович — заведующий отделом НИИ механики МГУ имени М. В. Ломоносова, член-корреспондент РАН
15. Еляков Георгий Борисович — вице-президент РАН, председатель президиума ДВО РАН, академик
16. Журкин Виталий Владимирович — академик-секретарь отделения проблем мировой экономики и международных отношений РАН, директор Института Европы РАН, академик
17. Исаев Александр Сергеевич — директор Центра по проблемам экологии и продуктивности лесов РАН, директор Международного института леса, академик
18. Кабанов Виктор Александрович — академик-секретарь отделения общей и технической химии, академик
19. Кейлис-Борок Владимир Исаакович — директор Международного института теории прогноза землетрясений и математической геофизики РАН, академик
20. Келдыш Леонид Вениаминович — академик-секретарь отделения общей физики и астрономии РАН, директор ФИ имени П. Н. Лебедева РАН, академик
21. Климов Дмитрий Михайлович — директор ИПмех РАН, член-корреспондент РАН
22. Лаверов Николай Павлович — вице-президент РАН, академик
23. Макаров Валерий Леонидович — директор ЦЭМИ РАН, академик
24. Макаров Игорь Михайлович — главный ученый секретарь президиума РАН, академик
25. Малышев Николай Григорьевич — советник Президента РФ, член-корреспондент РАН
26. Мельников Владимир Андреевич — директор Института проблем кибернетики РАН, академик
27. Минеев Василий Григорьевич — заведующий кафедрой агрохимии МГУ имени М. В. Ломоносова, академик Российской академии сельскохозяйственных наук
28. Нефедов Олег Матвеевич — вице-президент РАН, академик
29. Осипьян Юрий Андреевич — член президиума РАН, директор Института физики твердого тела РАН, президент Международного союза чистой и прикладной физики, академик
30. Панченко Александр Михайлович — заведующий отделом Института русской литературы (Пушкинского дома) Санкт-Петербургского отделения РАН, академик
31. Петраков Николай Яковлевич — директор Института проблем рынка РАН, академик
32. Петров Рэм Викторович — вице-президент РАН, академик
33. Покровский Валентин Иванович — президент РАМН, академик РАМН
34. Покровский Николай Николаевич — заместитель директора Института истории Сибирского отделения РАН, член-корреспондент РАН
35. Ровнин Лев Иванович — главный специалист аппарата ВС РФ
36. Рогов Иосиф Александрович — ректор Московского института прикладной биотехнологии, академик Российской академии сельскохозяйственных наук
37. Руденко Юрий Николаевич — академик-секретарь отделения физико-технический проблем энергетики РАН, академик
38. Симонов Павел Васильевич — академик-секретарь отделения физиологии РАН, академик
39. Скринский Александр Николаевич — академик-секретарь отделения ядерной физики РАН, академик
40. Соколов Владимир Евгеньевич — академик-секретарь отделения общей биологии РАН, академик
41. Спасский Игорь Дмитриевич — Генеральный конструктор ЦКБ морской техники «Рубин», академик
42. Спирин Александр Сергеевич — член президиума РАН, директор Института белка РАН, академик
43. Степин Вячеслав   Семёнович — директор Института философии РАН, член-корреспондент РАН
44. Сычев Владимир Васильевич — советник при дирекции ЦАГИ имени Н. Е. Жуковского, член-корреспондент РАН
45. Топорнин Борис Николаевич — директор Института государства И права РАН, академик
46. Фаддеев Людвиг Дмитриевич — академик-секретарь отделения математики РАН, директор Международного математического института им. Л. Эйлера в Санкт-Петербурге, академик
47. Фёдоров Владимир Дмитриевич — директор Института хирургии имени А. В. Вишневского РАМН, академик РАМН
48. Федосов Евгений Александрович — начальник ГосНИИАС, академик
49. Челышев Евгений Петрович — академик-секретарь отделения литературы и языка РАН, академик
50. Шаталин Станислав Сергеевич — академик-секретарь отделения экономики РАН, академик.

## Порядок присуждения премий с 2004 года
| - Президент России Дмитрий Медведев на церемонии вручения Государственных премий Российской Федерации 2008 года - Президент России Владимир Путин на церемонии вручения Государственных премий Российской Федерации 2014 года - Лауреат Государственной премии РФ 2014 года Г. Я. Красников |

Начиная с Государственных премий за 2004 год были установлены новые правила присуждения Государственных премий Российской Федерации:
Устанавливаются
- три Государственные премии РФ в области науки и технологий (с 2006 года — четыре[5]);
- три Государственные премии РФ в области литературы и искусства;
- одна Государственная премия РФ за выдающиеся достижения в области гуманитарной деятельности (начиная с 2005 года).
- две Государственные премии РФ за выдающиеся достижения в области правозащитной и благотворительной деятельности (начиная с 2016 года)

Размер премий составлял 1 миллион рублей каждая. Премии присуждаются в целях стимулирования дальнейшей научной и творческой деятельности лауреатов данных премий, создания благоприятных условий для новых научных открытий и творческих достижений. С 2020 года размер Государственной премии составляет 10 млн рублей.
Государственная премия РФ в области науки и технологий присуждается гражданам РФ за выдающиеся работы, открытия и достижения, результаты которых существенно обогатили отечественную и мировую науку и оказали значительное влияние на развитие научно-технического прогресса.
Государственная премия РФ в области литературы и искусства присуждается гражданам РФ за выдающийся вклад в развитие отечественной и мировой культуры, выразившийся в создании особо значимых литературных произведений и творческих работ.
Государственная премия РФ за выдающиеся достижения в области гуманитарной деятельности присуждается лицам, ведущим активную, плодотворную просветительскую и миротворческую деятельность, способствующую утверждению непреходящих нравственных ценностей, консолидации общества и получившую широкое общественное признание в России. Данный вид Государственной премии носит персональный характер и всегда присуждается одному лицу, повторное присуждение данного вида Государственной премии одному и тому же лицу не допускается.
Государственная премия РФ за выдающиеся достижения в области правозащитной и благотворительной деятельности установлена в 2015 году. Вручается в декабре.
Предложения о присуждении Государственных премий представляются Советом при Президенте Российской Федерации по науке и образованию и Советом при Президенте Российской Федерации по культуре и искусству.
Государственная премия носит персональный характер и присуждается, как правило, одному соискателю. Если решающая роль в достижении принадлежит нескольким лицам, Государственная премия может быть присуждена коллективу соискателей, состоящему не более чем из трёх человек. В этом случае денежное вознаграждение делится поровну между лауреатами Государственной премии, а диплом, почётный знак и удостоверение к нему вручаются каждому из лауреатов.
В исключительных случаях, при наличии новых, особо значимых результатов, Государственная премия может быть присуждена лауреатам повторно.
Допускается присуждение Государственной премии посмертно. Диплом и почётный знак награждённого посмертно или умершего лауреата передаются или оставляются его семье как память, а денежное вознаграждение передаётся по наследству.

## Государственная премия Российской Федерации имени Маршала Советского Союза Г. К. Жукова

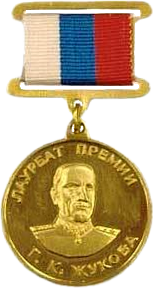
Нагрудный знак Лауреата Госпремии РФ имени Маршала Советского Союза Г. К. Жукова

С 1996 года также присуждается Государственная премия Российской Федерации имени Маршала Советского Союза Г. К. Жукова
(Федеральный закон «Об увековечении Победы советского народа в Великой Отечественной войне 1941—1945 годов»). Положение о премии утверждено Указом Президента России «О Государственной премии Российской Федерации имени Маршала Советского Союза Г. К. Жукова»). Премия присуждается гражданам Российской Федерации ежегодно в размере 300 000 рублей: в области военной науки; в области создания вооружения и военной техники; в области литературы и искусства за создание произведений литературы и искусства, раскрывающих величие народного подвига и роль выдающихся советских полководцев в Великой Отечественной войне 1941—1945 годов, героизм и мужество, проявленные воинами и партизанами, дружбу, единство и боевое братство защитников Отечества. Присвоение звания «Лауреат Государственной премии Российской Федерации имени Маршала Советского Союза Г. К. Жукова» производится в установленном порядке в канун Дня Победы.